# هيئة الأسواق المالية (فرنسا)

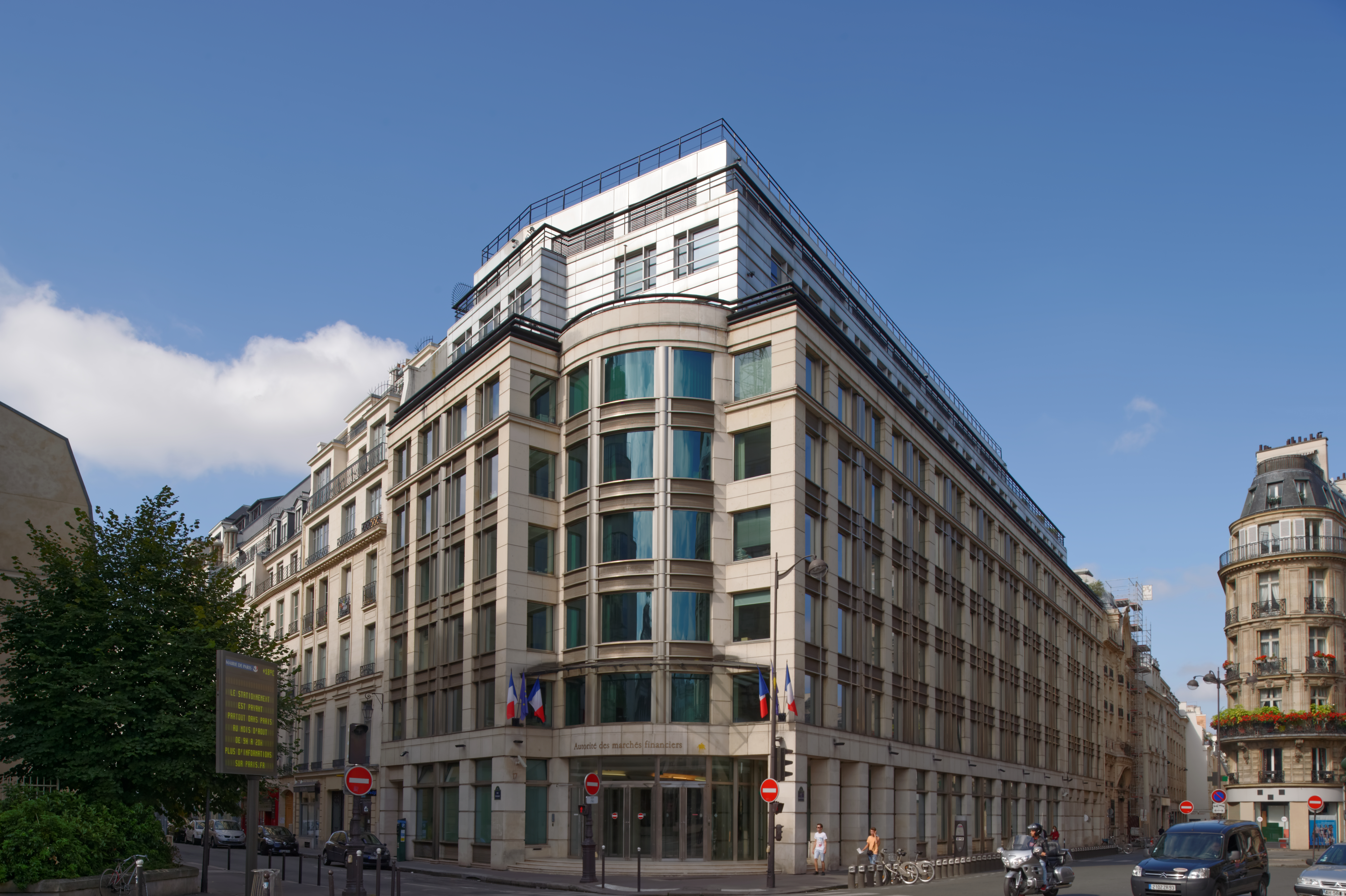
Autorité des marchés financiers (منظم السوق المالية الفرنسية) ، مكان البورصة ، باريس ، فرنسا

هيئة الأسواق المالية (بالإنجليزية: "Financial Markets Regulator")‏ هي الجهة المنظمة لسوق الأسهم في فرنسا . هي هيئة عامة مستقلة مسؤولة عن حماية الاستثمارات في الأدوات المالية وفي جميع المدخرات والاستثمار الأخرى وكذلك الحفاظ على أسواق مالية منظمة في البلاد.

## روابط خارجية
- AMF WebSite